# Alessandro Scajola
Alessandro Scajola (Frascati, 29 agosto 1939) è un politico e banchiere italiano.

## Biografia
Figlio primogenito di Ferdinando, è il fratello dell'ex ministro Claudio e padre dell'assessore regionale ligure all'urbanistica Marco.
È stato sindaco di Imperia dal 1974 al 1975 e dal 1977 al 1979. Dal 1979 al 1987 è stato deputato per due legislature della Democrazia Cristiana.
Nel 1990 come vice segretario generale della Camera di Commercio di Imperia è diventato membro del CdA di Banca Carige di cui è stato poi vicepresidente fino al 2013. Nel 2018 venne annoverato tra gli indagati con l'accusa di ostacolo all'attività di vigilanza di Bankitalia e Consob e aggiotaggio insieme ad altri consiglieri e dirigenti per aver nascosto la reale condizione della banca fornendo false informazioni agli organi di vigilanza. Nel 2019 iniziò il processo di primo grado a Roma.